# Dactyloptena peterseni
Dactyloptena peterseni — вид скорпеноподібних риб родини Довгоперові (Dactylopteridae). Це морський демерсальний вид, що поширений у тропічних водах на континентальному шельфі на заході Тихого океану та в Індійському океані від берегів Африки та Японії до Нової Гвінеї та Австралії на глибині 50-210 м. Максимальний розмір тіла сягає близько 36 см.